# Hans Lemming (søofficer)
 Der er flere personer med dette navn, se Hans Lemming (præst).
Hans Lemming (24. september 1759 – 26. juli 1829 i København) var en dansk søofficer.
Han var søn af købmand Jacob Severin Lemming, blev kadet i Marinen 1771, sekondløjtnant 1780, premierløjtnant 1789, kaptajnløjtnant 1796, kaptajn 1800 og kommandørkaptajn 1809. Ved reduktionen 1815 efter tabet af Norge afskedigedes han.
Allerede 1777 (som kadet) var han som styrmand med et koffardiskib i Vestindien, 1780-81 atter der som yngste officer med fregatten Bornholm (kaptajn P.C. Schøning), der strøg flaget for engelske kapere, hvorfor han tiltaltes sammen med skibets øvrige officerer ved krigsret, men slap med en reprimande. 1789-91 var han ansat ved indrulleringen i Bergens Stift. Lemming var i slaget på Reden 2. april 1801 næstkommanderende på kommandoskibet, blokskibet Danebrog, og blev taget til fange af englænderne. Han var 1802 chef for fregatten Frederiksværn, 1805 chef for fregatten Lille Bælt i en evolutionseskadre, i krigen 1807-14 først chef for blokskibet Hester Marie ved Batteriet Trekroner og senere for stykprammen Hajen ved Kastrup Knæ. Han døde 26. juli 1829.
Lemming blev gift: 1. (1791) med Charlotte Helene Paludan (død 1796), datter af sognepræst til Storøens Præstegæld Hans Paludan, 2. (1798) med Johanne Christine Hertzberg, datter af provst Peder Harboe Hertzberg.
Han er begravet på Holmens Kirkegård.